# Anax tristis
Anax tristis is een libellensoort uit de familie van de glazenmakers (Aeshnidae), onderorde echte libellen (Anisoptera). De wetenschappelijke naam van de soort is voor het eerst geldig gepubliceerd in 1867 door Hagen. De diersoort komt voor in Zimbabwe.
De soort staat op de Rode Lijst van de IUCN als niet bedreigd, beoordelingsjaar 2009.